# Niedrige Segge
Die Niedrige Segge  (Carex supina), auch Steppen-Segge genannt, ist eine Pflanzenart aus der Gattung Seggen (Carex) innerhalb der Familie der Sauergrasgewächse (Cyperaceae). Sie ist auf der Nordhalbkugel in den gemäßigten Gebieten Eurasiens und in Nordamerika weitverbreitet.

## Beschreibung

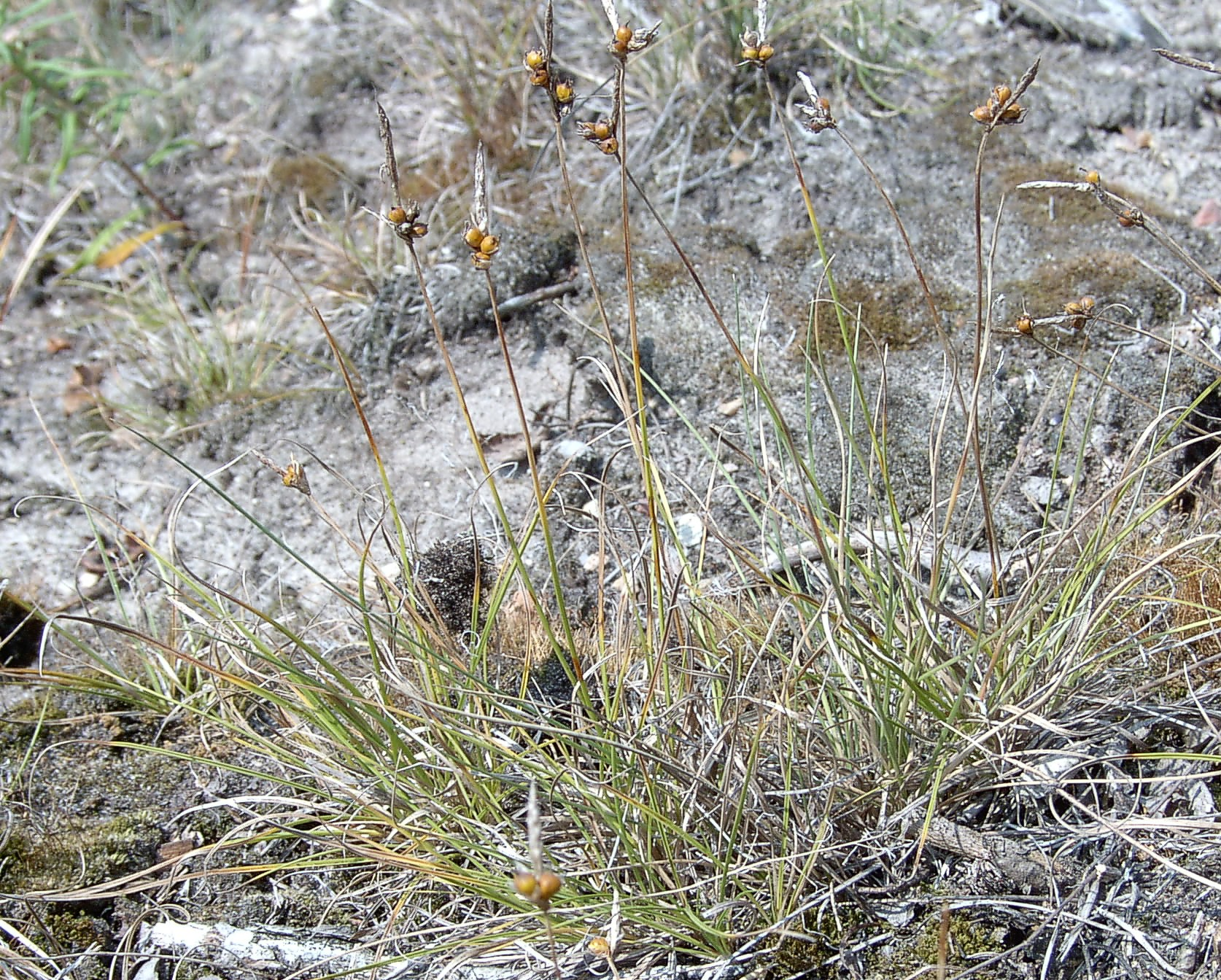
Steppen-Segge (Carex supina) im nordwestlichen Polen

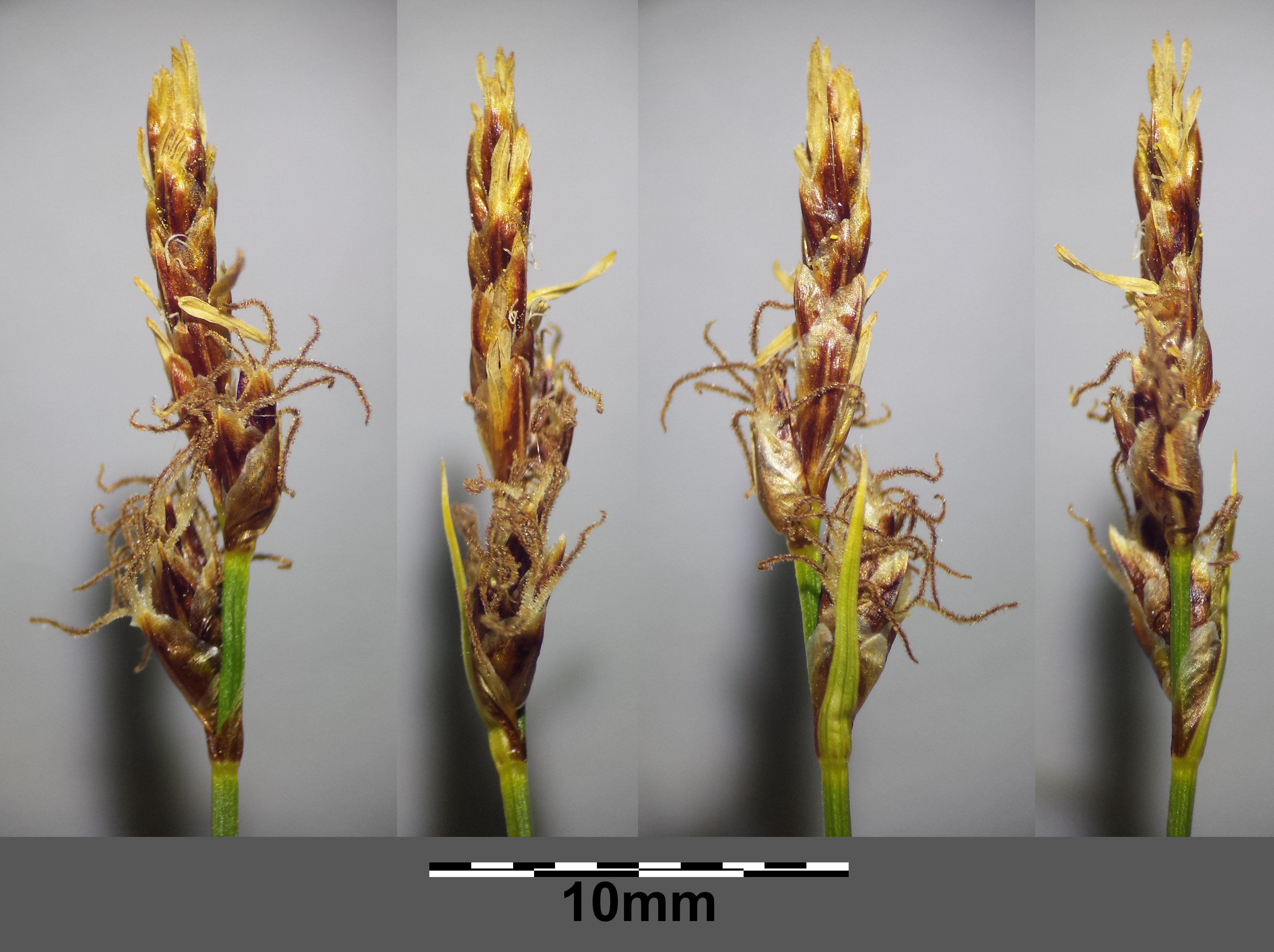
Blütenstände

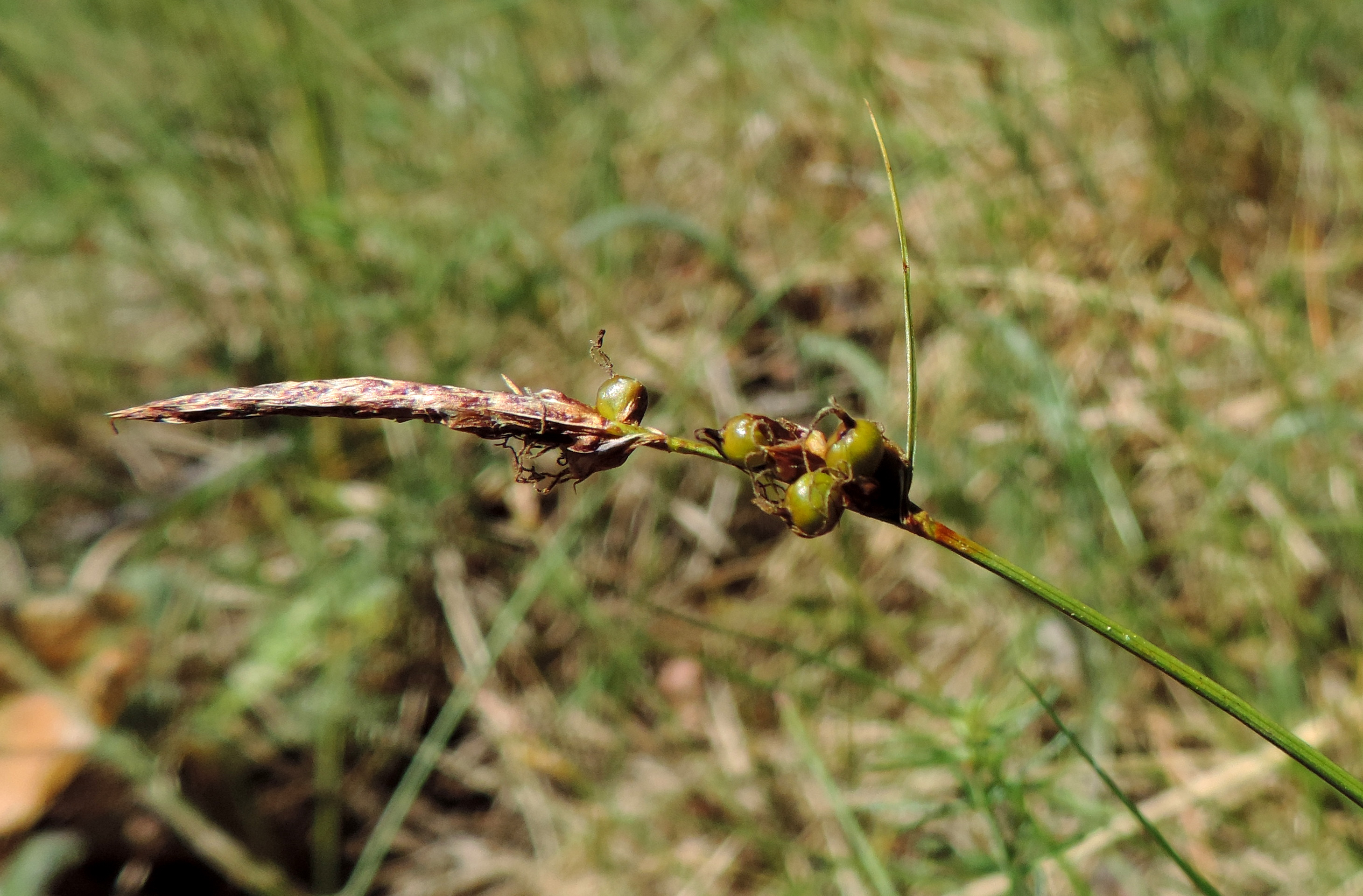
Fruchtstand

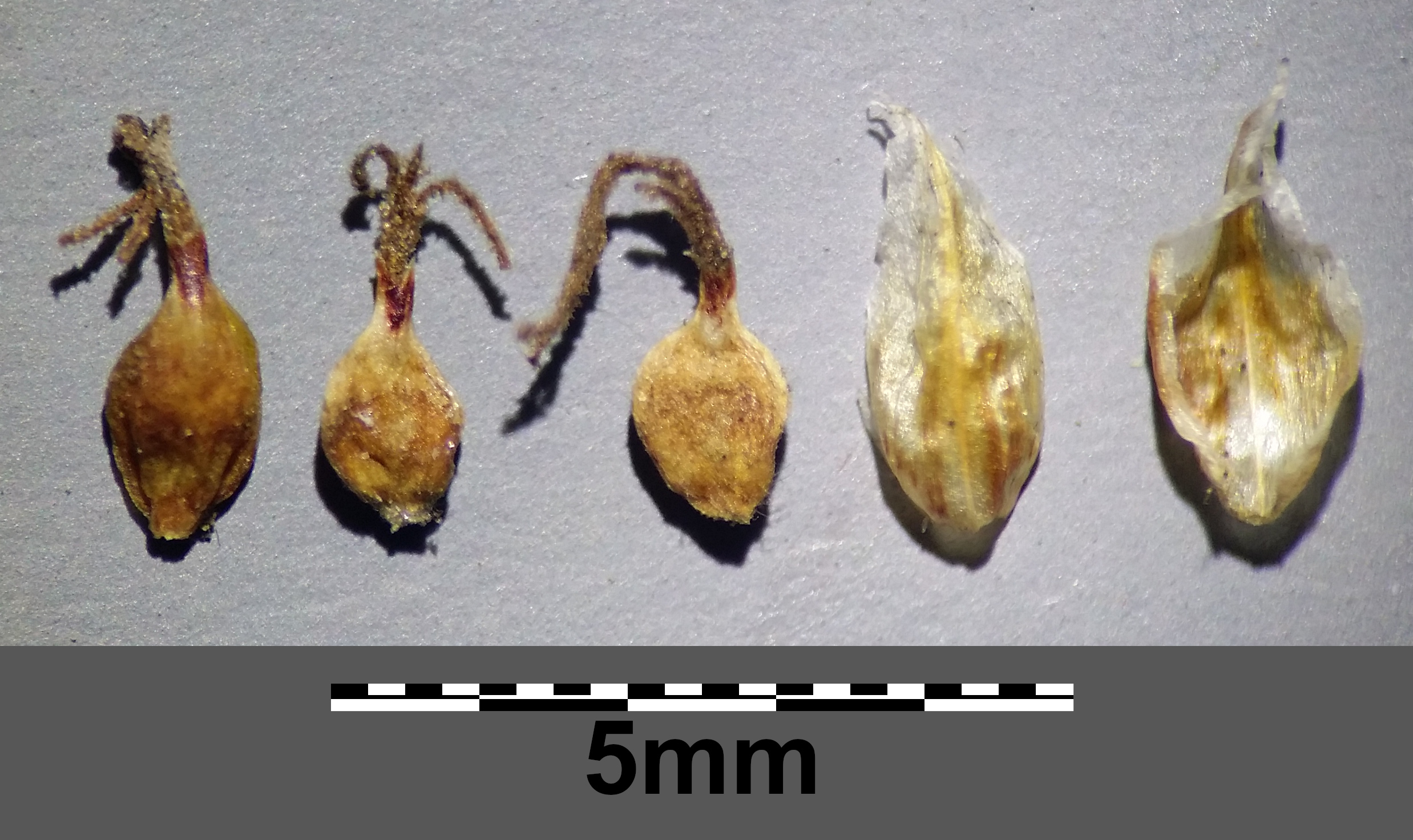
Fruchtschläuche mit Spelzen

### Vegetative Merkmale
Die Niedrige Segge ist eine ausdauernde krautige Pflanze und erreicht Wuchshöhen von 8 bis 20, selten bis zu 30 Zentimetern. Sie bildet längere Ausläufer, die mit braunen Schuppen bedeckt sind. Die steif aufrechten Stängel sind stumpfkantig, etwa 0,5 Millimeter dick und im oberen Bereich rau. Die grundständigen Blattscheiden sind purpurfarben und netzfaserig. Die aufrecht stehenden Laubblätter sind kahl, flach grasgrün, 1 bis 1,5 Millimeter breit, am Rand eingerollt und stets kürzer als der Stängel.

### Generative Merkmale
Die Blütezeit reicht von April bis Mai. Die Niedrige Segge ist eine Verschiedenährige Segge. Der Blütenstand ist mit einer Länge von 10 bis 20, selten bis zu 30 Millimetern relativ kurz. Das endständige Ährchen ist männlich; manchmal stehen am Grund einige wenige weibliche Blüten. Das endständige männliche Ährchen ist bei einer Länge von bis zu 13 Millimetern sowie einem Durchmesser bis zu 2 Millimetern schmal-zylindrisch und ist sitzend oder kurz gestielt. Es gibt ein bis drei weibliche Ährchen, die einander genähert, bei einer Länge von bis zu 8 Millimetern sowie einem Durchmesser von etwa 5 Millimetern kugelig, sitzend sind und jeweils meist drei bis fünf (eine bis zehn) Blüten enthalten. Die Hüllblätter haben keine Scheide und sind am Grund trockenhäutig. Das rot-braune und breit-hautrandige Tragblatt der weiblichen Blüten ist länglich-eiförmig mit spitzem oder stachelspitzigem oberen Ende, breit weiß häutig berandet und mit grünem Mittelstreifen; es ist zuletzt kürzer als die Frucht. Der Griffel endet in drei Narben. Die Schläuche sind bei einer Länge von 2,5 bis 3 Millimetern rundlich bis verkehrt-eiförmig, dreikantig, aufgeblasen und nach oben ziemlich plötzlich in den an der Spitze halbmondförmig ausgerandeten Schnabel verschmälert; sie sind gelb- bis kastanien-braun und glänzend.
Die Frucht ist bei einer Länge von etwa 2 Millimetern eiförmig, dreikantig, grau-braun und an den Kanten grünlich.
Die Chromosomenzahl beträgt 2n = 38 oder 44.

## Vorkommen
Die Niedrige Segge ist auf der Nordhalbkugel in den gemäßigten Gebieten Eurasiens und vom subarktischen Nordamerika bis zu den Vereinigten Staaten verbreitet. Sie ist ein meridional-montanes bis temperates, kontinentales Florenelement. In Europa gibt es Fundortangaben für Italien, die Schweiz, Österreich, Deutschland, Polen, Tschechien, die Slowakei, Ungarn, Kroatien, Serbien, Rumänien, die Republik Moldau, die Krim und Russland. In Mitteleuropa kommt sie nur vereinzelt in Deutschland, Tschechien, die Slowakei, in Niederösterreich, in der Schweiz und in Südtirol vor. In Deutschland ist sie selten bis zerstreut im Rhein-Main-Gebiet sowie in Mecklenburg und in manchen Bundesländern ausgestorben. Sie wurde 1996 in der Roten Liste der gefährdeten Pflanzenarten Deutschlands als „gefährdet“ bewertet. In der Schweiz kommt sie im Kanton Wallis bei Saxon vor. Ihre mitteleuropäischen Vorkommen sind Überreste eines ehemals größeren Areales aus interglazialen Wärmeperioden.
Die Niedrige Segge wächst in Mitteleuropa in kontinentalen Trockenrasen, Trockengebüschen, in trockenen Eichen- und Kiefernwäldern. Sie kommt von der collinen bis in die submontane Höhenstufe vor. Sie ist kalkmeidend und wärmebedürftig. Die Niedrige Segge gedeiht am besten auf sehr lockeren und daher oft sandigen oder steinigen, nicht selten ziemlich flachgründigen Böden, denen aber trotzdem Feinerde nicht fehlen darf. Sie ist eine Charakterart des Stipetum capillatae aus dem Verband Festucion valesiacae. Sie steigt in den italienischen Alpen bis zu Höhenlagen von 1550 Metern auf.
Die ökologischen Zeigerwerte nach Landolt et al. 2010 sind in der Schweiz: Feuchtezahl F = 1 (sehr trocken), Lichtzahl L = 5 (sehr hell), Reaktionszahl R = 4 (neutral bis basisch), Temperaturzahl T = 4+ (warm-kollin), Nährstoffzahl N = 2 (nährstoffarm), Kontinentalitätszahl K = 5 (kontinental).

## Taxonomie und Systematik
Die Erstveröffentlichung von Carex supina erfolgte 1803 durch Carl Ludwig Willdenow in Göran Wahlenberg: Kongl. Vetenskaps Academiens Nya Handlingar, Band 24 (2), S. 158–159. Das Artepitheton supina bedeutet „niedrig“. Synonyme für Carex supina Willd. ex Wahlenb. sind: Edritria supina (Willd. ex Wahlenb.) Raf., Carex obtusata var. supina (Willd. ex Wahlenb.) Garcke, Carex nitida var. supina (Willd. ex Wahlenb.) Fiori.
Von Carex supina gibt es zwei Varietäten:
- Carex supina var. spaniocarpa (Steud.) B.Boivin (Syn.: Carex spaniocarpa Steud., Carex supina subsp. spaniocarpa (Steud.) Hultén): Sie ist von Sibirien bis Korea und vom subarktischen Nordamerika bis in die nördlichen und zentralen Vereinigten Staaten verbreitet.[2]
- Carex supina Willd. ex Wahlenb. var. supina (Syn.: Carex verna Schkuhr nom. illeg., Carex conglobata Kit. ex Willd. nom. illeg., Carex oligocarpa Hornem. ex Boott nom. illeg., Carex sphaerocarpa Willd. nom. illeg., Carex aprica Turcz. ex Besser, Carex campestris Host, Carex costata J.Presl & C.Presl, Carex turczaninofii Steud. ex Boott, Carex nitida var. conglobata Nyman, Carex obtusata var. spicata Asch., Carex obesa var. minor Boeckeler, Carex obesa subsp. conglobata (Nyman) K.Richt., Carex supina subsp. eurasiatica V.I.Krecz.): Sie ist von Europa über Westasien bis ins westliche Nepal verbreitet.[2]